# Tratado de Osimo
El Tratado de Osimo fue firmado el 10 de noviembre de 1975 por la República Socialista Federal de Yugoslavia y por la República Italiana en Osimo y dividió el Territorio libre de Trieste. El tratado se escribió en francés y entró en vigor el 11 de octubre de 1977.
El acuerdo se basaba en un "Memorando de Entendimiento" firmado en Londres en 1954, que otorgó la administración civil provisional de la Zona A a Italia, y de la Zona B a Yugoslavia. El tratado de Osimo hizo definitiva esta situación. La Zona A, incluida la ciudad de Trieste, pasó a conformar la provincia italiana de Trieste, si bien Yugoslavia vio garantizado el libre acceso al puerto de Trieste.
El Ministerio de Exteriores italiano nunca estuvo envuelto en la negociación, pues ésta fue llevada casi exclusivamente por Eugenio Carbone, entonces director general del Ministerio de Industria y Comercio, que también firmó el tratado por parte del gobierno italiano. El Ministro de Asuntos Exteriores yugoslavo, Miloš Minić, firmó el tratado por parte de Yugoslavia.